# Camillo Massimi
Camillo Massimi (ur. w 1620 w Rzymie, zm. 12 września 1677 tamże) – włoski kardynał.

## Życiorys
Urodził się w 1620 roku w Rzymie. Studiował na La Sapienzy, gdzie uzyskał doktorat. 15 grudnia 1653 roku został wybrany łacińskim patriarchą Jerozolimy, a 4 stycznia następnego roku przyjął sakrę. W tym samym roku został asystentem Tronu Papieskiego i nuncjuszem w Hiszpanii. Usiłował doprowadzić do pokoju pomiędzy Hiszpanią a Francją, bez udziału weneckiego ambasadora. Wobec tego Republika Wenecka złożyła protest u papieża i Massimi został odwołany z funkcji nuncjusza w 1656 roku. 22 grudnia 1670 roku został kreowany kardynałem prezbiterem i otrzymał kościół tytularny Santa Maria in Domnica. Zmarł 12 września 1677 roku w Rzymie.